# Фок (морской термин)
Фок (фо́ка) (нидерл. fok) — слово, прибавляемое ко всем названиям снастей, парусов, рангоута, закрепляемых ниже марса на фок-мачте.
Кроме того, фок — это прямой парус, самый нижний на фок-мачте корабля.
Если на фок-мачте нет прямых парусов, то «фоком» называют нижний косой парус.
На современных парусных яхтах «фоком» называют разновидность стакселя с короткой, относительно генуи, нижней шкаториной.